# Great Raveley
Great Raveley är en by i civil parish Upwood and the Raveleys, i distriktet Huntingdonshire, i grevskapet Cambridgeshire i England. Byn är belägen 10 km från Huntingdon. Great Raveley var en civil parish fram till 1935 när blev den en del av Upwood and the Raveleys. Civil parish hade 162 invånare år 1931.